# Федюшкин, Игорь Леонидович
И́горь Леони́дович Федю́шкин (род. 13 марта 1966, Дзержинск, Горьковской области) — учёный-химик. Кандидат химических наук (1994), доктор химических наук (2001), профессор по кафедре органической химии (2010), академик РАН (2022). Директор (2016) Федерального государственного бюджетного учреждения науки Института металлорганической химии имени Г. А. Разуваева Российской академии наук (ИМХ РАН, Нижний Новгород), главный научный сотрудник ИМХ РАН (2015), директор АНО «Нижегородский НОЦ» (2021).

## Направления исследований
1. комплексы металлов с редокс-активными лигандами;
2. катализаторы на основе непереходных металлов;
3. редокс-изомерия в координационных соединениях;
4. органические производные редкоземельных металлов;
5. металлоорганические прекурсоры неорганических материалов;
6. биосовместимые и биоразлагаемые полимеры.

## Основные достижения
Федюшкин И. Л. (Fedushkin IL) — специалист в области координационной и физической органической химии, автор более 300 научных работ, из них 180 статей (Web of Science, апрель 2022 года), 1 монография, 8 патентов. Индекс Хирша (Web of Science, апрель 2022 года) — 39.

## Признание
- 1995, 1996, 1997 — стипендия Российского государственного фонда поддержки молодых учёных
- 1998—1999 — стипендия фонда Александра фон Гумбольдта (Германия)
- 2003 — премия Фридриха Вильгельма Бесселя (Германия)
- 2004—2005 — грант «Молодые доктора наук РАН» Фонда содействия отечественной науке.
- 2017 — премия «100 Талантов» (КНР).
- c 2018 — приглашённый профессор Северо-западного университета (Сиань, КНР).
- 2024 — Медаль ордена «За заслуги перед Отечеством» II степени (5 февраля 2024 года) — за большой вклад в развитие отечественной науки, многолетнюю плодотворную деятельность и в связи с 300-летием со дня основания Российской академии наук[3].

## Научно-педагогическая деятельность, подготовка кадров высшей квалификации
Под руководством И. Л. Федюшкина защищены 18 кандидатских и 1 докторская диссертации. Он руководитель НОЦ «Химия молекул и материалов» Нижегородского государственного педагогического университета имени К. Минина, председатель Государственной аттестационной комиссии химического факультета ННГУ имени Н. И. Лобачевского. Член Научного совета РАН по органической химии, Научного совета РАН по физической химии, Научного совета РАН по медицинской химии, Бюро отделения химии и наук о материалах РАН, редколлегии журналов «Известия Академии наук. Серия химическая» и «Журнал общей химии», а также диссертационных советов при ННГУ и НГТУ. 